# Церква Воздвиження Чесного Хреста Господнього (Новий Олексинець)
Церква Воздвиження Чесного Хреста Господнього в Новому Олексинці — парафія і храм 2-го Кременецького благочиння Тернопільської єпархії Православної церкви України в селі Новий Олексинець Кременецький району Тернопільської области.

## Історія церкви
Дерев'яний храм на кам'яному фундаменті збудували у 1846 році за кошти графа Гавриїла Ржищевського. Церква була покрита бляхою. У храмі збереглися копії метричних книг із 1762 року, сповідні відомості з 1806 року та опис церковного майна, складений у 1806 році.
У 2009 році храм передали громаді УПЦ КП.
25 червня 2017 року парафію відвідав архієпископ Тернопільський і Кременецький Нестор, який освятив новий престол та відслужив Божественну літургію.

## Парохи
- о. Вадим Криворучка.